# Campionati africani di atletica leggera 2016 - Salto in alto maschile
Il concorso del salto in alto maschile ai Campionati africani di atletica leggera di Durban 2016 si è svolto il 24 giugno 2016 al Kings Park Stadium.

## Programma
| Data           | Ora | Turno  |
| -------------- | --- | ------ |
| 24 giugno 2016 |     | Finale |

## Risultati

### Finale
| Class.  | Atleta                    | Nazione      | Risultato | Note |
| ------- | ------------------------- | ------------ | --------- | ---- |
| Oro     | Mathew Sawe               | Kenya        | 2.21      |      |
| Argento | Keagan Fourie             | Sudafrica    | 2.18      |      |
| Bronzo  | Fernand Djoumessi         | Camerun      | 2.15      |      |
| 4       | Kabelo Kgosiemang         | Botswana     | 2.10      |      |
| 5       | Raoul Matogno Bong        | Camerun      | 2.05      |      |
| 6       | Amr Kaseb                 | Egitto       | 2.00      |      |
| 6       | Chris Moleya              | Sudafrica    | 2.00      |      |
| 8       | Garth Ellis               | Sudafrica    | 2.00      |      |
| 9       | Sydney Nyoni              | Zimbabwe     | 1.90      |      |
|         | Gobe Takobana             | Botswana     | nm        |      |
|         | Jean-Paul Masanga-Mekombo | RD del Congo | dns       |      |
|         | Lemi Argecho              | Etiopia      | dns       |      |
|         | Mohamed Idris             | Sudan        | dns       |      |